# Četvorka
Četvorka, tudi kvadrilija, je zgodovinski ples, ki ga v osnovni kvadratni formaciji plešejo štirje plesni pari (po dva in dva nasproti si stoječa para). Četvorka se je okoli leta 1750 razvila iz starega francoskega plesa cotillon. Proti koncu 18. stoletja so poznali več vrst četvork, od katerih je imela vsaka svojo melodijo in obliko. Še danes je ohranjena četvorka, ki jo sestavlja pet slik. Pleše jo poljubno število parov (deljivo s 4) tako, da si pari stojijo nasproti v dveh vrstah. Ples zahteva plesnega vodjo, ki napoveduje posamezne slike in figure. Vse do danes so se imena slik ohranila v francoščini. Četvorka je tudi oznaka za glasbeni slog.

## Začetki v konjeništvu
V 17. stoletju se je v okviru vojaških parad pojavil izraz kvadrilija, ki je opisoval kvadratno oblikovane formacije oz. figure štirih konjenikov in njihovih konj. Izraz kvadrilija verjetno izhaja iz španske besede cuadrillo (pomanjševalnica, ki pomeni »štiri«) in iz latinske besede quadratus (kvadrat).

## Od parov konj do parov plesalcev
Predstava je bila zelo priljubljena, zato so ljudje začeli nastopati brez konj. V 18. stoletju (od leta 1740 dalje) je četvorka postajala vedno bolj zapleten ples in je začela prevzemati osnove plesov, kot so cotilloni (razlikovali so se po državah). V Franciji je bila predstavljena okrog leta 1760, v Angliji pa jo je okrog leta 1808 razširila plesalka, znana kot Miss Berry. Četvorka je bila predstaljena vojvodi Devonshireskemu in je do leta 1813 prešla v modo. V naslednjih nekaj letih se jo je naučila plesati večina višjega družbenega sloja.
Četvorka (v francoščini quadrille de contredanses) je postala živahen ples za štiri plesne pare, postavljene v kote navideznega kvadrata. Vsak posamezen par je obrnjen proti središču kvadrata. En par je bil imenovan vodilni par, ostali trije pa stranski pari. Plesno figuro je pogosto najprej zaplesal glavni par, nato so jo ponovili stranski pari. V izvirni francoski različici sta plesala le dva para, druga dva pa sta bila dodana le zato, da sta dopolnjevala kvadratno formacijo.
Terminologija, ki jo uporablja četvorka, je praktično enaka baletni. Plesne slike imajo imena, kot so jeté, chassé, croisé, plié, arabesque, itd.

## Plesi znotraj plesov
Ko je v 19. stoletju četvorka postala še bolj popularna, so se vanjo vključile še slike, ki so vsebovale elemente valčka, vštevši caledonian, lancer, ländler, deutscher, in tako dalje. Ko se je četvorka razširila tudi v Nemčiji in v Avstriji, so glasbo zanjo začeli pisati tudi plesni skladatelji tedanjega časa, predvsem Josef Lanner in družina Strauss.
V plesih, za katere je bila glasba na novo skomponirana, so imena petih delov (ali slik) ostala enaka, plesalci pa so glasbo včasih raje poslušali, kot nanjo plesali. Imena slik so:
1. Le Pantalon (hlače)
2. L’été (poletje)
3. La Poule (kokoš)
4. La Pastourelle (pastirica)
5. Finale

Vse slike so vključevale glasbo iz obdobja 19. stoletja. Le Pantalon je bila pesem, pri kateri sta bila drugi in tretji del še posebno priljubljena. La Pastourelle je bila zelo znana balada, ki si jo je zamislil izvajalec na kornet, Collinet. Finale je bil zelo živahen.
Včasih je sliko La Pastourelle zamenjala slika La Trénis, imenovana po svojem avtorju, plesnemu mojstru Trenitz-u. V dunajski različici četvorke sta bili uporabljeni obe sliki, pri čemer je La Trénis (prevedena je bila v francoski jezik) postala četrti del, La Pastourelle pa peti del. Tako je imela dunajska četvorka šest slik.

## Četvorka - glasbena analiza
Četvorka je postala zapleten ples. »Osnovna« oblika je vsebovala pet različnih slik, dunajska pa šest. Spodnja preglednica prikazuje zgradbo različnih slik:
- slika 1: Pantalon (vedno komponiran v 2/4 ali 6/8 taktu)
  - tema A – tema B – tema A – tema C – tema A
- slika 2: Été (vedno komponira v 2/4)
  - tema A – tema B – tema B – tema A
- slika 3: Poule (vedno komponiran v 6/8) - slika 3 vedno začenja z dvo-taktnim uvodom
  - tema A – tema B – tema A – tema C – tema A – tema B – tema A
- slika 4: Trénis (vedno komponiran v 2/4)
  - tema A – tema B – tema B – tema A
- slika 5: Pastourelle (vedno komponirana v 2/4)
  - tema A – tema B – tema C – tema B – tema A
- slika 6: Finale (vedno komponiran v 2/4) - slika 6 vedno začenja z dvo-taktnim uvodom
  - tema A – tema A – tema B – tema B – tema A – tema A

Vse teme obsegajo po 8 taktov.

## Slavnostna četvorka
Mehanika plesa, ki temelji na nenehnem izmenjavanju plesnih partnerjev, je postala primerljiva z evropskim političnim sistemom 18. stoletja. T.i. »slavnostna četvorka« je bila reminiscenca na oblikovanje novih zavez z različnimi partnerji, da bi lahko ohranili razmerje moči v Evropi.